# Selenia sublunaria
Selenia sublunaria är en fjärilsart som beskrevs av Stephens 1829. Selenia sublunaria ingår i släktet Selenia och familjen mätare. Inga underarter finns listade i Catalogue of Life.